# Heussallee 18/20

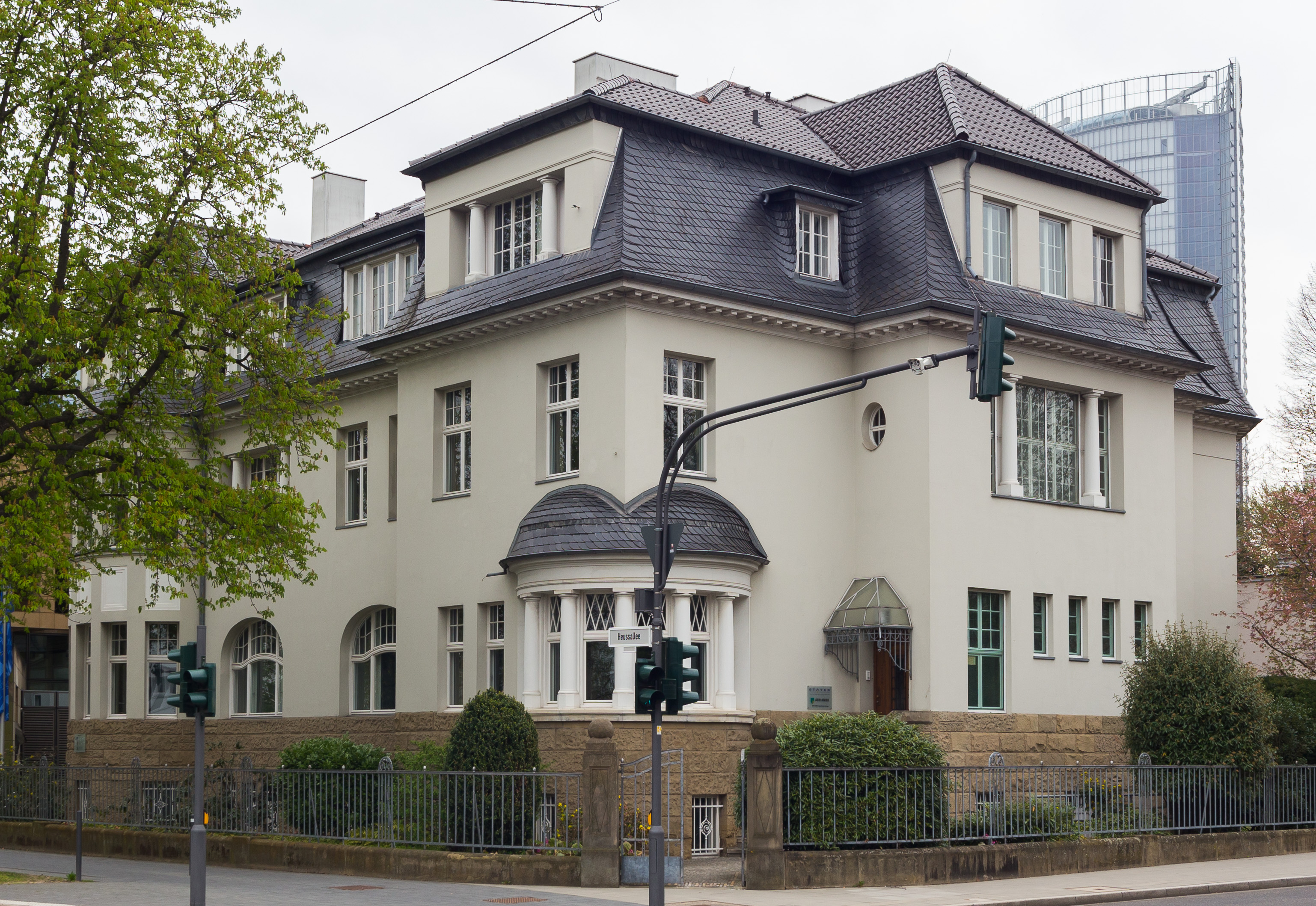
Doppelvilla Heussallee 18/20 (2013)

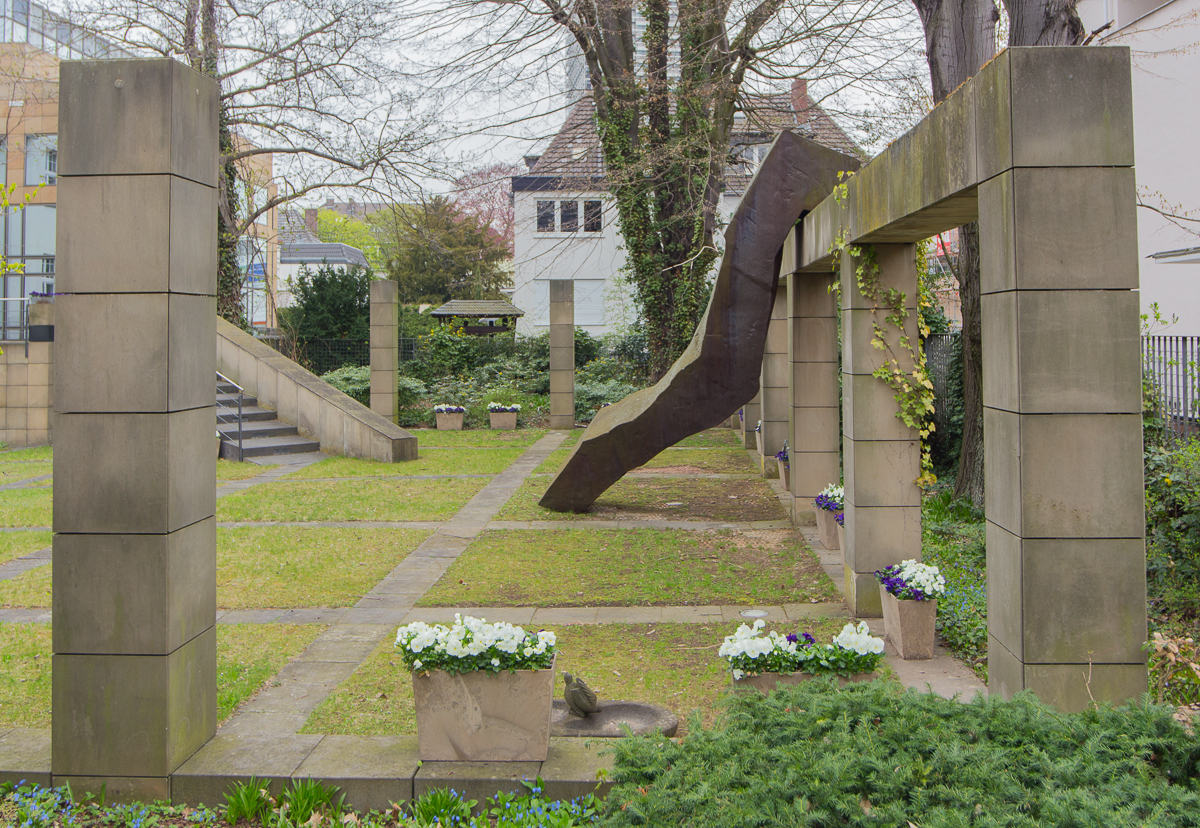
Blick in den Innenhof

Das Gebäude Heussallee 18/20 ist eine Doppelvilla im Bonner Ortsteil Gronau, die 1912 errichtet wurde und heute als Bürogebäude dient. Sie liegt an der Ecke Winston-Churchill-Straße im Zentrum des Bundesviertels. Die Villa steht als Baudenkmal unter Denkmalschutz.

## Geschichte
Die Doppelvilla entstand für die Bauherrin Frau Geheimrat Scheidt, wie zahlreiche Gebäude in der damaligen „Villenkolonie Gronau“ am südlichen Bonner Stadtrand nach einem Entwurf des Bonner Architekten und Regierungsbaumeisters Julius Rolffs. Von 1930 bis 1935 war die westliche Halbvilla (Heussallee 18) Wohnsitz des in Bonn lehrenden schweizerischen evangelisch-reformierten Theologen Karl Barth und dessen Frau. 1935/36 wurde die Doppelvilla in Miethäuser mit Etagenwohnungen umgebaut und dabei insbesondere die Treppenhäuser verändert.
Nachdem Bonn 1949 Regierungssitz der Bundesrepublik Deutschland wurde, befand sich die Villa inmitten des neuen Parlaments- und Regierungsviertels. 1950 kam es zu geringfügigen Umbauten. Spätestens 1958 richtete die Republik Indien in dem Anwesen als Abteilungen ihrer Botschaft die Büros des Militär- und Marineattachés (Heussallee 20) und ihres Kulturattachés (Heussallee 18) ein, die dort bis mindestens 1960 beheimatet waren. Zu Beginn der 1980er-Jahre erwarb das Land Rheinland-Pfalz die Doppelvilla als Sitz seiner Vertretung beim Bund (→ Landesvertretung Rheinland-Pfalz (Bonn)). Für diese entstand von 1987 bis 1989 ein östlich angrenzender Neubau, der baulich mit der Villa verbunden wurde.
Im Zuge der Verlegung des Parlaments- und Regierungssitzes (1999/2000) zog die rheinland-pfälzische Landesvertretung 2000 nach Berlin um. Heute ist in der Villa  das Annemarie Schimmel Kolleg der Universität Bonn ansässig, das sich der Geschichte und Gesellschaft der Mamlukenzeit widmet und von der Deutschen Forschungsgemeinschaft gegründet wurde.